# هالینگدال
هالینگدال (به لاتین: Hallingdal) یک منطقهٔ مسکونی در نروژ است که در بوسکرود واقع شده‌است. هالینگدال ۵٬۸۳۰ کیلومتر مربع مساحت و ۲۰٬۵۶۹ نفر جمعیت دارد.